# キラーイ・パール (銃器設計者)
デダイ・キラーイ・パール（ハンガリー語: Dedai Király Pál）は、ハンガリーの銃器設計者。
1902年にブダペストで機械工学の学位を取得、そのまま助手として大学に残った。この時期に予備役砲兵中尉の資格を取得し、第一次世界大戦が勃発すると従軍して大尉に昇進した。
戦後ハンガリーを離れてスイスのシグ・ノイハウゼンに雇用されたことから、設計者としてのキャリアが始まった。シグ・ノイハウゼンでは、SIG KE等の軽機関銃、SIG MKMO自動カービン等を開発した。
1928年、ハンガリーにおける武器開発の規制が緩和されたのに伴い、ハンガリー向けの開発を開始したが、シグはキラーイの開発した技術の流出を拒否した。このため、シグとの契約を継続したままハンガリーに戻り、ダヌビア（Danuvia）社に務めることになった。1929年には、9x19mm弾を使用する自動式拳銃KDダヌビア（KD Danuvia）を開発。20挺を製造して試験が行われた。ドイツが特に興味を示したものの折悪しく世界恐慌によって調達にはつながらなかった。
1932年にはマズルブレーキを利用した自動装填式ライフルを開発、1934年にはイタリアによる調査が行われたが調達にはつながらなかった。1939年、ハンガリー国防軍により採用が決定、39M短機関銃となった。さらにレバー遅延式ブローバックを開発し、改良版の43M短機関銃も採用された。ついで44Mとなる銃も開発していたが、これは未成に終わった。
1945年、ソビエト連邦の侵攻前にスイスに逃れた後、1947年にドミニカ共和国へ移住。サン・クリストバル・カービンとその派生型である自動小銃M3、自動カービンM1962を開発したと考えられている。

## 注
1. ↑  SIG KE7軽機関銃の前身。
2. ↑  SIG MKMS短機関銃のカービン版。
3. ↑  この時期のデザインの一つにKiraly-Waffenと記されたものが残されている[2]。
4. ↑  1930年代は契約が継続していた[1]。